# Maison (68 rue Colbert, Tours)
La maison, 68 rue Colbert est une ancienne maison particulière à pans de bois dans la ville de Tours, dans le département français d'Indre-et-Loire.
Construite au XVe siècle, sa façade sur rue et sa toiture sont inscrites comme monuments historiques en 1946.

## Localisation
La maison est située dans le Vieux-Tours, dans la rue Colbert. Cette rue, reprenant le tracé d'une voie antique, est jusqu'au XVIIIe siècle la principale rue de Tours, reliant les quartiers proches de la basilique Saint-Martin à l'ouest au secteur de la cathédrale Saint-Gatien à l'est.

## Histoire
La maison est construite au XVe siècle.
La façade sur la rue Colbert et la toiture sont inscrites comme monuments historiques par arrêté du 8 juillet 1946.

## Description
Le bâtiment se compose d'un rez-de-chaussée en maçonnerie surmonté de deux étages et d'un comble à pans de bois. Les balcons en fer forgé des baies au premier étage sont un ajout récent, peut-être du XVIIIe siècle.
Le pignon sur rue de la maison est, dans les années 1940, revêtu d'un essentage d'ardoises déposé lors d'une restauration ultérieure.

## Pour en savoir plus